# Campionati europei di dressage 2011
I Campionati europei di dressage 2011 si sono svolti a Rotterdam, nei Paesi Bassi. 

## Podi
| Evento              | Oro                  | Argento     | Bronzo               |
| Dressage freestyle  | Adelinde Cornelissen | Carl Hester | Laura Bechtolsheimer |
| Dressage GP Special | Adelinde Cornelissen | Carl Hester | Patrik Kittel        |
| Gara a squadre      | Regno Unito          | Germania    | Paesi Bassi          |

## Medagliere
| Posiz. | Nazione     | Oro | Argento | Bronzo | Totale |
| ------ | ----------- | --- | ------- | ------ | ------ |
| 1      | Paesi Bassi | 2   | 1       | 1      | 4      |
| 2      | Regno Unito | 1   | 1       | 1      | 3      |
| 3      | Germania    | 0   | 1       | 0      | 1      |
| 4      | Svezia      | 0   | 0       | 1      | 1      |
| Totale | Totale      | 3   | 3       | 3      | 9      |